# Lucy Gutteridge
Lucy Karima Gutteridge (* 28. November 1956 in London) ist eine britische Schauspielerin.

## Leben
Lucy ist die Tochter von Bernard Hugh Gutteridge und seiner Frau Prinzessin Nabila Farah Karima Halim, Tochter des Prinzen Muhammad Said Bey Halim von Ägypten und seiner zweiten Frau Nabila Malika. Durch ihren Großvater ist sie eine Urur-Enkelin von Muhammad Ali Pascha (1769–1849), Vater des modernen Ägypten, und entfernte Cousine des vorletzten ägyptischen Königs Farouk I. Im Jahr 1978 heiratete Lucy Gutteridge ihren Schauspielkollegen Andrew Hawkins, aus der Ehe ging eine Tochter, Alice Isabella Valentine, hervor. Nach der Scheidung von ihrem Mann lebt sie heute auf der Isle of Wight.
Gutteridge spielte in einigen Kinofilmen und Fernsehserien mit, darunter Top Secret! und Little Gloria… Happy At Last. Der letztere Film brachte ihr eine Nominierung für den Golden Globe als beste Hauptdarstellerin.

## Filmografie (Auswahl)
- 1978: Der große Grieche
- 1978: Betzi (TV)
- 1982: Das Geheimnis der sieben Zifferblätter (TV)
- 1984: Charles Dickens’ Weihnachtsgeschichte (A Christmas Carol)
- 1984: Top Secret!
- 1985: Merlin und das Schwert (TV)
- 1985: Wölfe jagen nie allein (TV)
- 1987: Der geheime Garten (TV)
- 1988: König ihres Herzens (TV)
- 1990: African Amok – Die Jagd nach dem weißen Gold